# IC 4620
IC 4620 ist eine Balken-Spiralgalaxie vom Hubble-Typ SBb im Sternbild Herkules am Nordsternhimmel. Sie ist schätzungsweise 469 Millionen Lichtjahre von der Milchstraße entfernt und hat einen Durchmesser von etwa 70.000 Lichtjahren.
Das Objekt wurde am 17. Juli 1903 von Royal Harwood Frost  entdeckt.